# IC 4747
IC 4747 је спирална галаксија у сазвјежђу Паун која се налази на листи објеката дубоког неба у Индекс каталогу.
Деклинација објекта је - 72° 37' 47" а ректасцензија 18h 45m 57,7s. Привидна величина (магнитуда) објекта IC 4747 износи 14,1 а фотографска магнитуда 14,9. IC 4747 је још познат и под ознакама ESO 45-15, IRAS 18398-7240, PGC 62372.